# Vicente Cifuentes
Vicente Esteban Cifuentes González  (Chillán, Chile, 5 de septiembre de 1989) es un cantautor y productor chileno.
Ha sido uno de los primeros artistas en incluir el género dominicano de la bachata en el ambiente musical de Chile. Su canción «Chillán» obtuvo la Gaviota de Plata en el Festival Internacional de la Canción de Viña del Mar en febrero de 2020.

## Biografía
Creció en el seno de una familia de clase media en el centro sur de Chile, bajo una enseñanza católica aunque muy ligado a los movimientos político-culturales de izquierda. Tras la separación de sus progenitores, elige vivir con su padre en la República Dominicana donde se radicó por una década. Su educación transcurrió de manera informal en diferentes colegios de la ciudad de Santo Domingo a la vez que dio comienzo a su carrera musical.[cita requerida]
Ya en los ambientes musicales alternativos de Santo Domingo entró en contacto con los compositores  Luis Días y Víctor Víctor,  de donde le vino el interés por la música  dominicana. De esos contactos y su vinculación con otros  músicos dominicanos como Juan Francisco Ordóñez  surgió su primer álbum con sonido de banda en 2012.
En 2014 retornó a Santiago de Chile, vinculándose a artistas de la escena independiente como Charly Benavente, Benjamín Walker y Yorka, siempre procurando contribuir a ese puente cultural austral caribeño.
Cifuentes obtuvo en 2018 el Premio Pulsar al “Mejor Artista Tropical” y en 2020 el de “Mejor Canción Internacional” del Festival Internacional de la Canción de Viña del Mar. A su vez, en 2020, fue nominado a “Mejor Cantautor” en los Premios Pulsar y “Artista Proyección del Año”  en los Premios Musa.

## Discografía
- Artesano (2009)
- Jajajajajá (2012)
- Bachata local vol.1 (2017)
- Bachata local vol.2 (2019)
- Relato (2020)